# Spoorlijn Malaunay-Le Houlme - Dieppe
De spoorlijn Malaunay-Le Houlme - Dieppe is een Franse spoorlijn van Malaunay-Le Houlme naar Dieppe. De lijn is 49,6 km lang en heeft als lijnnummer 350 000.

## Geschiedenis
De lijn opende op 1 augustus 1848 als een zijlijn van de spoorlijn Paris-Saint-Lazare - Le Havre. Tot de opening van de Kanaaltunnel in 1994 reden er dagelijks twee Corail lange-afstandstreinen over deze lijn richting Newhaven die in Dieppe de boot opgingen. Deze dienst is vervangen door de Eurostar.

## Treindiensten
De SNCF verzorgt het personenvervoer op dit traject met TER treinen.
| Serie | Treinsoort | Route                                                    | Bijzonderheden |
| ----- | ---------- | -------------------------------------------------------- | -------------- |
| P 11  | TER (SNCF) | Rouen-Rive-Droite – Montville – Clères – Auffay – Dieppe |                |

## Aansluitingen
In de volgende plaatsen is of was er een aansluiting op de volgende spoorlijnen:
Malaunay-Le Houlme
RFN 340 000, spoorlijn tussen Paris-Saint-Lazare - Le Havre
Clères
RFN 352 300, raccordement van Étaimpuis
RFN 353 300, raccordement van Clères
Petit-Appeville
RFN 357 000, spoorlijn tussen Dieppe en Fécamp
Dieppe
RFN 330 000, spoorlijn tussen Saint-Denis en Dieppe
RFN 330 106, aansluiting Dieppe-Maritime
RFN 350 306, raccordement van Saint-Pierre